# 와타나베 아케노
와타나베 아케노(일본어: 渡辺 明乃, 1982년 11월 18일 ~ )는 일본의 여자 성우다. 오사와 사무소 소속.

## 내력
- 목소리가 꽤 거칠어서 주로 소년을 많이 연기하며, 그래서 본인을 와타시(私, 여성이 쓰는 일인칭)가 아닌 보쿠(僕, 남성이 쓰는 일인칭)로 표현한다. 밴드 보컬로서도 활동하므로, 노래 실력도 꽤 뛰어나다.

## 출연작

### TV 애니메이션
2001년
- 스트로베리 에그(쿠즈하 호코)
- 히카루의 바둑(소년 역) - 1화

2002년
- 나루토(타유야)
- 포춘독(시바타)

2003년
- 마법사에게 소중한 것(안젤라 샤론 브룩스)
- 카레이도 스타(안나 하트)
- 일기당천(여포 봉선)
- 신혼합체 고단나(사사구레 코나미)

2004년
- 케로로 중사(타루루 상등병)
- 록맨 에그제 스트림(스라)

2005년
- 마법선생 네기마(카라쿠리 차차마루)
- 마호라바~Heartful Days~(마츠바 사츠키)
- 작안의 샤나(티아마트)
- ARIA The ANIMATION(마아 사장님/마아군, 알버트 피트/알, 알레프 피트)
- 이다텐 점프(야마토 쇼)
- 건퍼레이드 오케스트라(유우키 카엔)

2006년
- 네기마?!(카라쿠리 차차마루)
- 코드기어스 반역의 를르슈(비렛타 누/치구사, 쿠루루기 스자쿠[어린 시절])
- ARIA The NATURAL(마아 사장님/마아군, 알버트 피트/알)
- 은혼(무츠)

2007년
- 나이트 위저드 The ANIMATION(키리히토)
- 클레이모어(타바사, 베로니카)
- 해피해피 클로버(하루)

2008년
- 캐릭캐릭 체인지(제로)
- ARIA The ORIGINATION(마아 사장님/마아군, 알버트 피트/알)
- To LOVE -트러블-(유우키 리토)
- 소울 이터(리자 톰슨)
- 코드기어스 반역의 를르슈 R2(비렛타 누/미스 로마이어)
- 일기당천 Great Guardians(여포 봉선)
- 어떤 마술의 금서목록(셰리 크롬웰)

2009년
- 판도라 하츠 (리오)

2010년
- 좀 더 To LOVE -트러블-(유우키 리토)
- 포켓몬스터 베스트위시(슈티)

2011년
- 프리징(김유미)
- Fate Zero (나탈리아 카민스키)

2013년
- 포켓몬스터 베스트위시 시즌2기 N-(엔지)
- 다마고치! 미라클 프렌즈-(X)

2014년
- GO-GO 다마고치!(네네치)

2015년
- 진격! 거인 중학교 (히치 도리스)

2018년
- 진격의 거인 3기 1쿨 (히치 도리스)

2019년
- 진격의 거인 3기 2쿨 (히치 도리스)

2020년
- 진격의 거인 파이널 1쿨 (히치 도리스)

### 극장판 애니메이션
2011년
- 철권 : 블러드 벤젠스(안나 윌리암스)

2017년
- 극장판 오버로드 칠흑의 영웅(하무스케 / 숲의 현명한 왕)

2018년
- 기동전사 건담 디 오리진 Ⅵ: 탄생 붉은 혜성

2019년
- 극장판 프리! -로드 투 더 월드- 꿈(마츠오카 고)

2024년
- 제가페인 STA
- 진격의 거인 더 라스트 어택(히치 도리스)

### OVA
2002년
- 코스프레 컴플렉스(제니 마텔)

2003년
- 에이켄(미후네 덴스케)

2005년
- 박살천사 도쿠로(자쿠로)

2006년
- 프로젝트 블루 지구 SOS(빌리 카무라)

2007년
- 박살천사 도쿠로 세컨드(자쿠로)
- ARIA The OVA ~ARIETTA~(알버트 피트/알)

2009년
- 작안의 샤나 S(티아마트)

2010년
- 목소리로 일해요!(아오야기 야요이)

2011년
- 카니발 판타즘(리브바이페 스트린드바리)

### 게임
2003년
- 파이널 판타지X-2(신라)

2004년
- 테일즈 오브 리버스(마오)

2006년
- 칭송받는 자 흩어져가는 자들에게의 자장가(그라, 도리, 하우엔쿠아)

### 인터넷
2010년
- 유토리쨩(단카인 레이코)

## 더빙
※더빙작의 경우 정확한 방송 연도를 알아내기가 힘들어 제작국의 제작 연도로 대체하였음.
※제작국과 캐릭터 호칭이 틀릴 경우(제작국 명칭/일본 방송 명칭) 원칙으로 표기하였음.

### 한국 애니메이션
2001년
- 큐빅스(헤라(아마미야 이온))